# 四国溶材
四国溶材株式会社（しこくようざい）は、愛媛県今治市に本社を置く溶接材料メーカー。

## 概要
1947年4月に三井造船で技師を勤めた村上敏明が創業。1963年8月に法人化し「四国溶材株式会社」を設立した。四国唯一の溶接材料メーカーで主力製品の被覆アーク溶接棒は全国3位の生産量を誇る。
本社・工場に隣接するタオルメーカーの楠橋紋織の創業者である楠橋三郎治は創業者の村上敏明の義理の父親であり、過去には四国溶材の代表者が楠橋紋織の相談役を務めるなどの交流がある。

## 主要事業所
- 本社･工場 - 愛媛県今治市宅間甲360番地
- 松山営業所 - 愛媛県松山市久万ノ台415-1
- 西条営業所 - 愛媛県西条市喜多川765-1
- 新居浜営業所 - 愛媛県新居浜市多喜浜6丁目3-7
- 丸亀営業所 - 香川県丸亀市中津町1436-1
- 三原営業所 - 広島県三原市幸崎能地7-24-34
- 因島営業所 - 広島県尾道市因島重井町4080-5
- 光営業所　- 山口県光市浅江1丁目16-31

## 沿革
- 1947年4月 - 「四国溶材製造所」創業。
- 1948年1月 - 溶接棒工場を楠橋紋織の敷地内に増設。
- 1950年7月 - 第1号自動塗装機完成。
- 1952年4月 - 第2号自動塗装機完成。
- 1954年10月 - 高圧ガス販売許可を受け、LPガスの販売開始[3]。
- 1958年4月 - 新工場落成、及び移転。
- 1963年
  - 8月 - 「四国溶材株式会社」を設立する。
  - 12月 - 第3号塗装機完成。
- 1964年1月 - 四国ガス・四国ガス燃料・楠橋紋織との共同出資により今治プロパンガス株式会社設立[4][5]。
- 1965年2月 - 製缶工場として城山工場を取得
- 1968年
  - 5月 - 本社社屋新築落成。
  - 9月 - 新鋭塗装機（現:第1号）導入。
- 1969年
  - 4月 - LPガス部門独立し、 四国溶材商事株式会社として発足
  - 5月 - 新居浜出張所開設。
- 1970年
  - 4月 - 松山出張所開設
  - 8月 - 全自動溶接棒塗装機（現：第3号）導入
- 1971年10月 - 第3号連続乾燥炉設置（現:第3号塗装機に接続）
- 1972年2月 - 丸亀出張所（現:丸亀営業所）開設
- 1973年4月 - 西条出張所（現：西条営業所）開設　新居浜より移転。
- 1974年
  - 3月 - 事務合理化のため、コンピューターを導入
  - 5月　- 100T型万能試験機導入。
  - 9月 - 溶接棒保温コンテナによる配送システムを開発。
- 1976年5月 - 連続乾燥装置並びに固定式高温乾燥炉導入。
- 1980年
  - 3月 - 溶接棒自動計量器・包装機導入。溶接棒自動積載装置の稼働。
  - 6月 - 新鋭塗装機（現第2号）に更新。
  - 10月 - 第2号連続乾燥炉（現第2号自動塗装機に接続）並びに全自動溶接棒積載装置を設置。
  - 11月 - 製品倉庫を新築移転。
- 1981年3月 - 熱風循環式高温炉導入。
- 1982年
  - 1月 - 連続乾燥炉導入。
  - 3月 - コンテナ自動充填装置を設置。
- 1984年
  - 4月 - 新居浜出張所開設。
  - 10月 - 貯線型連続伸線機導入。高速心線切断設備導入。
  - 11月 - 蛍光Ｘ線分析装置を設置。金属中炭素分析装置を設置。
- 1987年2月 - 三原営業所開設。
- 1989年2月 - 原材料倉庫落成。
- 1991年12月 - 試験室・研究室拡充。
- 1992年
  - 3月 - 乾燥工場改築。金属組織観察用設備装置。ろう接用フラックス研究設備装置。
  - 5月 - 新コンピューターシステムへ更新。
- 1997年4月 - 第三次システム更新：クライアント/サーバーシステムによるグループウェア稼動開始（PH-1）。中小企業総合事業団より、中小企業創造基盤技術研究対象に採択され、金属間化合物コーティング研究開始。
- 1999年
  - 4月 - 新伸線切断工程リプレイス。
  - 10月 - クライアント・サーバーのネットワークコンピューターに全面移行完了。
- 2000年
  - 2月 - 情報システムグループ設置。
  - 9月 - 土佐溶材有限会社を関連会社とする
- 2001年
  - 7月 - 山陽酸素株式会社に出資を行い、関連会社とする。
  - 8月 - 被覆アーク溶接棒製造量２０万トン達成。
- 2002年10月 - 人財企画グループ設置。営業企画課設置。
- 2003年
  - 1月 - 経営理念策定。
  - 11月 - ナカオートの製造開始。
- 2004年
  - 4月 - 包装工程へのインクジェットプリンタ導入。
  - 12月 - FCWライン操業開始（1ライン）。
- 2005年3月 - 当社キャラクター名称決定「アークエンジェル」。FCWライン操業開始（フルライン）。
- 2007年2月 - 中国大連に現地法人設立（大連四国溶接有限公司）。
- 2008年11月 - 光出張所（現:光営業所）開設。
- 2011年10月 - ベトナムドンナイ省に現地法人（ACROWEL VIETNAM CO.,LTD.）設立。

## 関連会社
- 今治プロパンガス（LPガス卸販売・ガス容器検査･販売等）
- 四国溶材商事（LPガス･業務用機器販売等）
- 四国液酸（酸素･窒素･アルゴン製造･販売）
- 東予ガスセンター（高圧ガス製造･販売）
- 土佐溶材（溶接材料･高圧ガス販売）
- 山陽酸素（溶接材料･高圧ガス販売）
- 大連四国溶接有限公司
- ACROWEL VIETNAM CO.,LTD.